# Charles de Brouchoven de Bergeyck

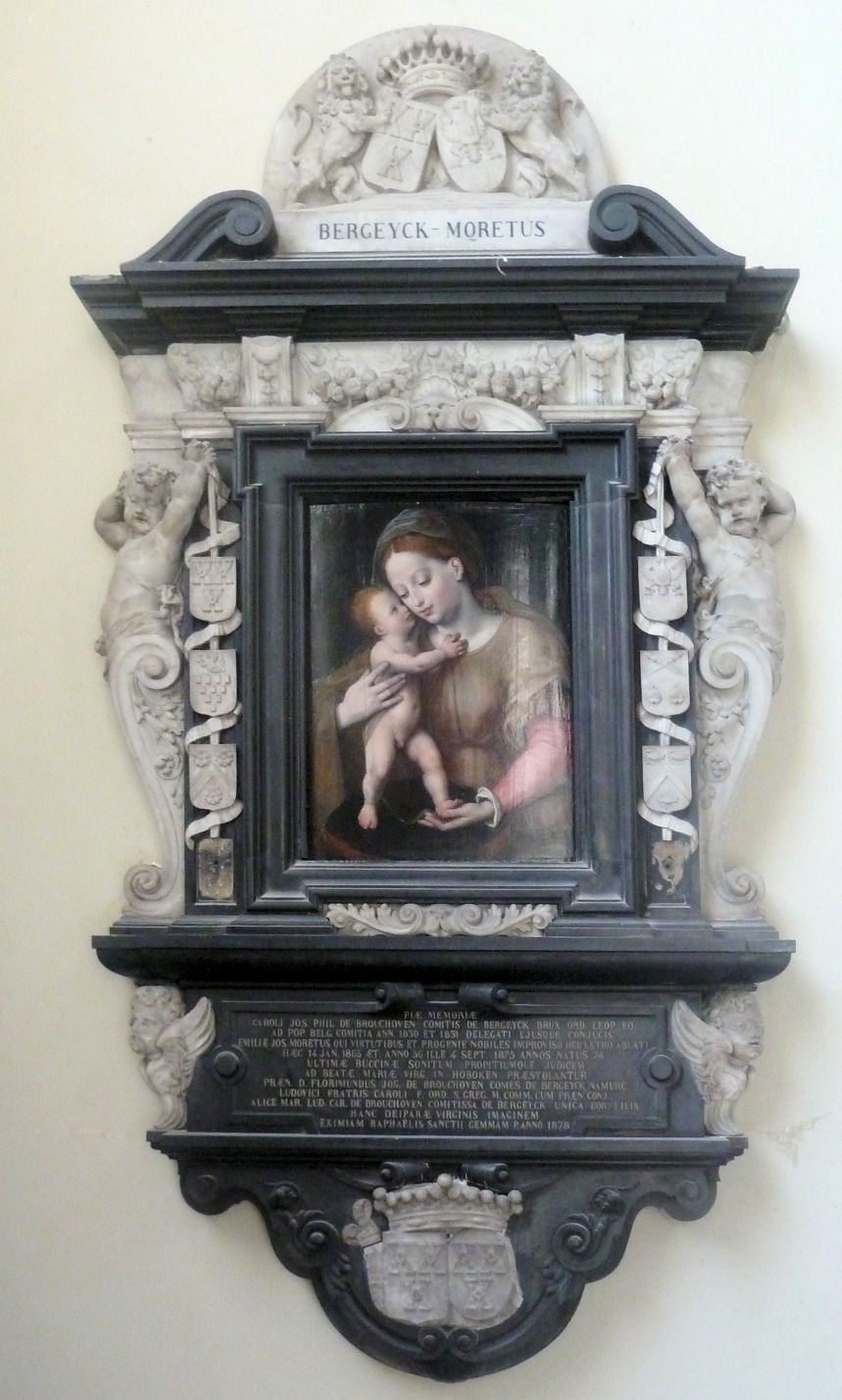
Epitaaf de Bergeryck-Moretus in de Sint-Rochuskapel in de Sint-Jacobskerk

Charles Joseph Philippe de Brouchoven de Bergeyck, meestal Charles de Bergeyck - Moretus, (Brussel, 15 februari 1801 - Antwerpen, 4 september 1875) was een lid van het Belgisch Nationaal Congres.

## Biografie

### Familie
Charles de Brouchoven de Bergeyck was een een telg uit de familie De Brouchoven de Bergeyck. Hij was een zoon van Charles-François de Brouchoven, laatste feodale graaf van Bergeyck (1766-1811), burgemeester van Beveren, en Caroline de Roose de Baisy (1780-1852). Zijn vader overleed toen hij elf jaar jong was en liet een weduwe met zeven kleine kinderen achter.
Hij was al 43 toen hij in 1844 in Hemiksem trouwde met Émilie Moretus (1808-1865). Ze kregen een dochter, Alix (1849-1880), die in 1869 in Antwerpen met haar volle neef, graaf Florimond de Brouchoven de Bergeyck (1839-1908), trouwde. Hij vroeg in 1877 de adelserkenning aan en bekwam die ook. Alle latere Bergeycks zijn hun afstammelingen en ze zijn talrijk, want het echtpaar van Brouchoven - van Brouchoven had tien kinderen, onder wie vijf zoons die voor nageslacht zorgden tot heden.

### Loopbaan
Na edelknaap van koning Willem I te zijn geweest werd Brouchoven de Bergeyck in 1819 ambtenaar bij het Nederlandse ministerie van Waterstaat. In 1821 werd hij burgemeester van Melsele en lid van de Provinciale Staten van Oost-Vlaanderen. In oktober 1830 benoemde het Voorlopig Bewind hem tot arrondissementscommissaris van Sint-Niklaas, maar in maart daaropvolgend nam hij ontslag. Van 1840 tot 1844 was hij opnieuw arrondissementscommissaris van Sint-Niklaas. Het is duidelijk dat hij zich liever met het beheer van zijn eigendommen onledig hield dan officiële ambten te bekleden.

### Belgisch koninkrijk
Door de kiezers van het arrondissement Sint-Niklaas werd hij naar het Nationaal Congres gestuurd. Hij kwam tijdens de openbare zittingen slechts eenmaal uitgebreid aan het woord, naar aanleiding van de eerste stemronde voor een koning. Hij deed hierbij een oproep tot onderzoek of het dan toch niet het beste was om de prins van Oranje, of eventueel zelfs een van zijn zoons als koning te nemen. Dit zou onmiddellijk de vrede herstellen, de handel en nijverheid ten goede komen en de Mogendheden tevreden stellen. Hij besefte wel dat de geest binnen het Nationaal Congres helemaal niet in die zin was geëvolueerd en hij direct het etiket van crypto-orangist zou opgespeld krijgen. 
Nochtans stelde hij dat de twee voornaamste kandidaten helemaal geen waarborgen boden om de vermelde voordelen binnen te halen. Daarom kondigde hij aan dat hij voor Karel van Oostenrijk-Teschen zou stemmen. Hij behoorde tot de kleine groep die op deze prins stemde. Toen vervolgens voor een regent moest worden gekozen stemde Brouchoven de Bergeyck, net als vier andere leden, voor Etienne de Gerlache en niet voor de kandidaat van de meerderheid, Surlet de Chokier. 
Later, in juni, stemde hij met de meerderheid voor Leopold van Saksen-Coburg en voor de aanvaarding van het Verdrag der XVIII artikelen.

## Overlijden
De Bergeyck-Moretus overleed in Antwerpen. Na zijn dood werd een epitaaf, ontworpen door Frans Deckers, met kwartierstaat aan de muur van de Sint-Rochuskapel in de Sint-Jacobskerk opgericht, met een geschilderd paneel van Cornelis van Cleve.